# Гуттен-Чапский, Юзеф (1806—1900)
Граф Юзеф Людвик Гуттен-Чапский (пол. Józef Ludwik Hutten-Czapski; 12 мая 1806, Межаново близ Плоцка — 12 мая 1900, Краков) — польский дворянин, армейский офицер Ноябрьского восстания (1830—1831) и Великопольского восстания (1848), бригадный генерал Январского восстания (1863—1864), рядовой-доброволец французской армии во франко-прусской войне 1870 года, кавалер ордена Virtuti Militari.

## Биография
Представитель польского дворянского рода Гуттен-Чапских герба «Лелива». Сын Войцеха Гуттен-Чапского, участника восстания Костюшко в 1794 году, и Розалии, урожденной Цемневской.
Учился в гимназии в Варшаве и в Варшавском университете. В 1826 году он поступил рядовым в армию Царства Польского, во время Ноябрьского восстания уже был лейтенантом улан, отличился в битве при Ливе и в апреле 1831 года был награжден орденом Virtuti Militari.
После поражения восстания Юзеф Гуттен-Чапский эмигрировал, где был членом Демократического общества в Париже. Направленный в 1846 году в качестве тайного политического посланника в Польшу, по возвращении во Францию он был арестован на прусской границе и заключен в крепость Моабит. Освобожденный, он вернулся во Францию. В 1848 году он присоединился к Великопольскому восстанию и отличился в стычке под Ксенже, за что получил похвалу от Мерославского.
После поражения Великопольского восстания Юзеф Гуттен-Чапский вернулся во Францию, где некоторое время работал наборщиком в польской типографии в Париже. В 1861 году он получил работу преподавателя тактической кавалерии в Польской военной школе в Кунео и Генуе, где подружился с Марианом Лангевичем, преподавателем артиллерийской тактики. После начала Январского восстания в 1863 году Юзеф Чапский уехал в Польшу, но по болезни был задержан во Вроцлаве, так что не смог занять должность военного начальника Краковской и Люблинской губерний, как это было предусмотрено Национальным центральным комитетом. Он не являлся в штаб Лангевича до марта 1863 года и начал обучение кавалерии. Вскоре назначенный бригадным генералом и главнокомандующим кавалерией в частях Лангевича, он участвовал, среди прочего, в бою при Хробже и битве под Гроховиско. Попав в тюрьму в конце Бродского восстания, он бежал из-под стражи и пробрался в Швейцарию и далее во Францию.
В последние годы в изгнании Юзеф Гуттен-Чапский исполнял обязанности председателя комитета бывших польских солдат в Париже. Во время осады Парижа в 1871 году воевал рядовым в пеших частях Национальной гвардии. В 1874 году он получил от австрийских властей разрешение на поселение в Галиции и сначала поселился в Збойске, затем переехал в Краков, где и умер в богадельне в возрасте 94 лет (Польская универсальная энциклопедия PWN указывает неверный год смерти, 1890 г.).).
Погибшие в 1863 году повстанцы были награждены Президентом Польши Игнатием Мосцицким 21 января 1933 года Крестом Независимости с мечами.